# Francuskie odznaczenia
Francuskie odznaczenia – kilkadziesiąt orderów, odznaczeń, medali i odznak przyznawanych we Francji oraz krajach ich dawnego imperium kolonialnego.
| Nr                                                        | Baretka                                                                                          | Nazwa                                                                                      | Ustanowiono                                               |
| Odznaczenia państwowe w aktualnej kolejności starszeństwa | Odznaczenia państwowe w aktualnej kolejności starszeństwa                                        | Odznaczenia państwowe w aktualnej kolejności starszeństwa                                  | Odznaczenia państwowe w aktualnej kolejności starszeństwa |
| --------------------------------------------------------- | ------------------------------------------------------------------------------------------------ | ------------------------------------------------------------------------------------------ | --------------------------------------------------------- |
| 1.                                                        |                                                                                                  | Order Narodowy Legii Honorowej – Krzyż Wielki                                              | 1802                                                      |
|                                                           |                                                                                                  | Order Narodowy Legii Honorowej – Wielki Oficer                                             |                                                           |
|                                                           |                                                                                                  | Order Narodowy Legii Honorowej – Komandor                                                  |                                                           |
|                                                           |                                                                                                  | Order Narodowy Legii Honorowej – Oficer                                                    |                                                           |
|                                                           |                                                                                                  | Order Narodowy Legii Honorowej – Kawaler                                                   |                                                           |
| 2.                                                        |                                                                                                  | Order Wyzwolenia                                                                           | 1940                                                      |
| 3.                                                        |                                                                                                  | Medal Wojskowy                                                                             | 1852                                                      |
| 4.                                                        |                                                                                                  | Order Narodowy Zasługi – Krzyż Wielki                                                      | 1963                                                      |
|                                                           |                                                                                                  | Order Narodowy Zasługi – Wielki Oficer                                                     |                                                           |
|                                                           |                                                                                                  | Order Narodowy Zasługi – Komandor                                                          |                                                           |
|                                                           |                                                                                                  | Order Narodowy Zasługi – Oficer                                                            |                                                           |
|                                                           |                                                                                                  | Order Narodowy Zasługi – Kawaler                                                           |                                                           |
| 5.                                                        |                                                                                                  | Medal Narodowy Uznania dla Ofiar Terroryzmu                                                | 2016                                                      |
| 6.                                                        | Krzyż Wojenny 1939–1945 ze srebrną i 4 brązowymi palmami (Francja)                               | Krzyż Wojenny 1939-1945 z jedną srebrną i czterema brązowymi palmami                       | 1942                                                      |
|                                                           | Krzyż Wojenny 1939–1945 ze srebrną i 3 brązowymi palmami (Francja)                               | Krzyż Wojenny 1939-1945 z jedną srebrną i trzema brązowymi palmami                         |                                                           |
|                                                           | Krzyż Wojenny 1939–1945 ze srebrną i 2 brązowymi palmami (Francja)                               | Krzyż Wojenny 1939-1945 z jedną srebrną i dwiema brązowymi palmami                         |                                                           |
|                                                           | Krzyż Wojenny 1939–1945 ze srebrną i brązową palmą (Francja)                                     | Krzyż Wojenny 1939-1945 z jedną srebrną i jedną brązową palmą                              |                                                           |
|                                                           | Krzyż Wojenny 1939–1945 ze srebrną palmą (Francja)                                               | Krzyż Wojenny 1939-1945 z jedną srebrną palmą                                              |                                                           |
|                                                           | Krzyż Wojenny 1939–1945 z 4 brązowymi palmami (Francja)                                          | Krzyż Wojenny 1939-1945 z czterema brązowymi palmami                                       |                                                           |
|                                                           | Krzyż Wojenny 1939–1945 z 3 brązowymi palmami (Francja)                                          | Krzyż Wojenny 1939-1945 z trzema brązowymi palmami                                         |                                                           |
|                                                           | Krzyż Wojenny 1939–1945 z 2 brązowymi palmami (Francja)                                          | Krzyż Wojenny 1939-1945 z dwiema brązowymi palmami                                         |                                                           |
|                                                           | Krzyż Wojenny 1939–1945 z brązową palmą (Francja)                                                | Krzyż Wojenny 1939-1945 z jedną brązową palmą                                              |                                                           |
|                                                           | Krzyż Wojenny 1939–1945 z 5 złotymi gwiazdami (Francja)                                          | Krzyż Wojenny 1939-1945 z pięcioma złotymi gwiazdkami                                      |                                                           |
|                                                           | Krzyż Wojenny 1939–1945 z 4 złotymi gwiazdami (Francja)                                          | Krzyż Wojenny 1939-1945 z czterema złotymi gwiazdkami                                      |                                                           |
|                                                           | Krzyż Wojenny 1939–1945 z 3 złotymi gwiazdami (Francja)                                          | Krzyż Wojenny 1939-1945 z trzema złotymi gwiazdkami                                        |                                                           |
|                                                           | Krzyż Wojenny 1939–1945 z 2 złotymi gwiazdami (Francja)                                          | Krzyż Wojenny 1939-1945 z dwiema złotymi gwiazdkami                                        |                                                           |
|                                                           | Krzyż Wojenny 1939–1945 ze złotą gwiazdą (Francja)                                               | Krzyż Wojenny 1939-1945 z jedną złotą gwiazdką                                             |                                                           |
|                                                           | Krzyż Wojenny 1939–1945 z 5 srebrnymi gwiazdami (Francja)                                        | Krzyż Wojenny 1939-1945 z pięcioma srebrnymi gwiazdkami                                    |                                                           |
|                                                           | Krzyż Wojenny 1939–1945 z 4 srebrnymi gwiazdami (Francja)                                        | Krzyż Wojenny 1939-1945 z czterema srebrnymi gwiazdkami                                    |                                                           |
|                                                           | Krzyż Wojenny 1939–1945 z 3 srebrnymi gwiazdami (Francja)                                        | Krzyż Wojenny 1939-1945 z trzema srebrnymi gwiazdkami                                      |                                                           |
|                                                           | Krzyż Wojenny 1939–1945 z 2 srebrnymi gwiazdami (Francja)                                        | Krzyż Wojenny 1939-1945 z dwiema srebrnymi gwiazdkami                                      |                                                           |
|                                                           | Krzyż Wojenny 1939–1945 ze srebrną gwiazdą (Francja)                                             | Krzyż Wojenny 1939-1945 z jedną srebrną gwiazdką                                           |                                                           |
|                                                           | Krzyż Wojenny 1939–1945 z 5 brązowymi gwiazdami (Francja)                                        | Krzyż Wojenny 1939-1945 z pięcioma brązowymi gwiazdkami                                    |                                                           |
|                                                           | Krzyż Wojenny 1939–1945 z 4 brązowymi gwiazdami (Francja)                                        | Krzyż Wojenny 1939-1945 z czterema brązowymi gwiazdkami                                    |                                                           |
|                                                           | Krzyż Wojenny 1939–1945 z 3 brązowymi gwiazdami (Francja)                                        | Krzyż Wojenny 1939-1945 z trzema brązowymi gwiazdkami                                      |                                                           |
|                                                           | Krzyż Wojenny 1939–1945 z 2 brązowymi gwiazdami (Francja)                                        | Krzyż Wojenny 1939-1945 z dwiema brązowymi gwiazdkami                                      |                                                           |
|                                                           | Krzyż Wojenny 1939–1945 z brązową gwiazdą (Francja)                                              | Krzyż Wojenny 1939-1945 z jedną brązową gwiazdką                                           |                                                           |
|                                                           | Krzyż Wojenny 1939–1945 (Francja)                                                                | Krzyż Wojenny 1939-1945                                                                    |                                                           |
|                                                           | Krzyż Wojenny Wojenny Zamorskich Teatrów Operacyjnych ze srebrną i 4 brązowymi palmami (Francja) | Krzyż Wojenny Zamorskich Teatrów Operacyjnych z jedną srebrną i czterema brązowymi palmami | 1921                                                      |
|                                                           | Krzyż Wojenny Wojenny Zamorskich Teatrów Operacyjnych ze srebrną i 3 brązowymi palmami (Francja) | Krzyż Wojenny Zamorskich Teatrów Operacyjnych z jedną srebrną i trzema brązowymi palmami   |                                                           |
|                                                           | Krzyż Wojenny Wojenny Zamorskich Teatrów Operacyjnych ze srebrną i 2 brązowymi palmami (Francja) | Krzyż Wojenny Zamorskich Teatrów Operacyjnych z jedną srebrną i dwiema brązowymi palmami   |                                                           |
|                                                           | Krzyż Wojenny Wojenny Zamorskich Teatrów Operacyjnych ze srebrną i brązową palmą (Francja)       | Krzyż Wojenny Zamorskich Teatrów Operacyjnych z jedną srebrną i jedną brązową palmą        |                                                           |
|                                                           | Krzyż Wojenny Wojenny Zamorskich Teatrów Operacyjnych ze srebrną palmą (Francja)                 | Krzyż Wojenny Zamorskich Teatrów Operacyjnych z jedną srebrną palmą                        |                                                           |
|                                                           | Krzyż Wojenny Wojenny Zamorskich Teatrów Operacyjnych z 4 brązowymi palmami (Francja)            | Krzyż Wojenny Zamorskich Teatrów Operacyjnych z czterema brązowymi palmami                 |                                                           |
|                                                           | Krzyż Wojenny Wojenny Zamorskich Teatrów Operacyjnych z 3 brązowymi palmami (Francja)            | Krzyż Wojenny Zamorskich Teatrów Operacyjnych z trzema brązowymi palmami                   |                                                           |
|                                                           | Krzyż Wojenny Wojenny Zamorskich Teatrów Operacyjnych z 2 brązowymi palmami (Francja)            | Krzyż Wojenny Zamorskich Teatrów Operacyjnych z dwiema brązowymi palmami                   |                                                           |
|                                                           | Krzyż Wojenny Wojenny Zamorskich Teatrów Operacyjnych z brązową palmą (Francja)                  | Krzyż Wojenny Zamorskich Teatrów Operacyjnych z jedną brązową palmą                        |                                                           |
|                                                           | Krzyż Wojenny Wojenny Zamorskich Teatrów Operacyjnych z 5 złotymi gwiazdami (Francja)            | Krzyż Wojenny Zamorskich Teatrów Operacyjnych z pięcioma złotymi gwiazdkami                |                                                           |
|                                                           | Krzyż Wojenny Wojenny Zamorskich Teatrów Operacyjnych z 4 złotymi gwiazdami (Francja)            | Krzyż Wojenny Zamorskich Teatrów Operacyjnych z czterema złotymi gwiazdkami                |                                                           |
|                                                           | Krzyż Wojenny Wojenny Zamorskich Teatrów Operacyjnych z 3 złotymi gwiazdami (Francja)            | Krzyż Wojenny Zamorskich Teatrów Operacyjnych z trzema złotymi gwiazdkami                  |                                                           |
|                                                           | Krzyż Wojenny Wojenny Zamorskich Teatrów Operacyjnych z 2 złotymi gwiazdami (Francja)            | Krzyż Wojenny Zamorskich Teatrów Operacyjnych z dwiema złotymi gwiazdkami                  |                                                           |
|                                                           | Krzyż Wojenny Wojenny Zamorskich Teatrów Operacyjnych ze złotą gwiazdą (Francja)                 | Krzyż Wojenny Zamorskich Teatrów Operacyjnych z jedną złotą gwiazdką                       |                                                           |
|                                                           | Krzyż Wojenny Wojenny Zamorskich Teatrów Operacyjnych z 5 srebrnymi gwiazdami (Francja)          | Krzyż Wojenny Zamorskich Teatrów Operacyjnych z pięcioma srebrnymi gwiazdkami              |                                                           |
|                                                           | Krzyż Wojenny Wojenny Zamorskich Teatrów Operacyjnych z 4 srebrnymi gwiazdami (Francja)          | Krzyż Wojenny Zamorskich Teatrów Operacyjnych z czterema srebrnymi gwiazdkami              |                                                           |
|                                                           | Krzyż Wojenny Wojenny Zamorskich Teatrów Operacyjnych z 3 srebrnymi gwiazdami (Francja)          | Krzyż Wojenny Zamorskich Teatrów Operacyjnych z trzema srebrnymi gwiazdkami                |                                                           |
|                                                           | Krzyż Wojenny Wojenny Zamorskich Teatrów Operacyjnych z 2 srebrnymi gwiazdami (Francja)          | Krzyż Wojenny Zamorskich Teatrów Operacyjnych z dwiema srebrnymi gwiazdkami                |                                                           |
|                                                           | Krzyż Wojenny Wojenny Zamorskich Teatrów Operacyjnych ze srebrną gwiazdą (Francja)               | Krzyż Wojenny Zamorskich Teatrów Operacyjnych z jedną srebrną gwiazdką                     |                                                           |
|                                                           | Krzyż Wojenny Wojenny Zamorskich Teatrów Operacyjnych z 5 brązowymi gwiazdami (Francja)          | Krzyż Wojenny Zamorskich Teatrów Operacyjnych z pięcioma brązowymi gwiazdkami              |                                                           |
|                                                           | Krzyż Wojenny Wojenny Zamorskich Teatrów Operacyjnych z 4 brązowymi gwiazdami (Francja)          | Krzyż Wojenny Zamorskich Teatrów Operacyjnych z czterema brązowymi gwiazdkami              |                                                           |
|                                                           | Krzyż Wojenny Wojenny Zamorskich Teatrów Operacyjnych z 3 brązowymi gwiazdami (Francja)          | Krzyż Wojenny Zamorskich Teatrów Operacyjnych z trzema brązowymi gwiazdkami                |                                                           |
|                                                           | Krzyż Wojenny Wojenny Zamorskich Teatrów Operacyjnych z 2 brązowymi gwiazdami (Francja)          | Krzyż Wojenny Zamorskich Teatrów Operacyjnych z dwiema brązowymi gwiazdkami                |                                                           |
|                                                           | Krzyż Wojenny Wojenny Zamorskich Teatrów Operacyjnych z brązową gwiazdą (Francja)                | Krzyż Wojenny Zamorskich Teatrów Operacyjnych z jedną brązową gwiazdką                     |                                                           |
|                                                           | Krzyż Wojenny Zamorskich Teatrów Operacyjnych (Francja)                                          | Krzyż Wojenny Zamorskich Teatrów Operacyjnych                                              |                                                           |
| 7.                                                        | Krzyż Waleczności Wojskowej ze srebrną i 4 brązowymi palmami (Francja)                           | Krzyż Waleczności Wojskowej z jedną srebrną i czterema brązowymi palmami                   | 1956                                                      |
|                                                           | Krzyż Waleczności Wojskowej ze srebrną i 3 brązowymi palmami (Francja)                           | Krzyż Waleczności Wojskowej z jedną srebrną i trzema brązowymi palmami                     |                                                           |
|                                                           | Krzyż Waleczności Wojskowej ze srebrną i 2 brązowymi palmami (Francja)                           | Krzyż Waleczności Wojskowej z jedną srebrną i dwiema brązowymi palmami                     |                                                           |
|                                                           | Krzyż Waleczności Wojskowej ze srebrną i brązową palmą (Francja)                                 | Krzyż Waleczności Wojskowej z jedną srebrną i jedną brązową palmą                          |                                                           |
|                                                           | Krzyż Waleczności Wojskowej ze srebrną palmą (Francja)                                           | Krzyż Waleczności Wojskowej z jedną srebrną palmą                                          |                                                           |
|                                                           | Krzyż Waleczności Wojskowej z 4 brązowymi palmami (Francja)                                      | Krzyż Waleczności Wojskowej z czterema brązowymi palmami                                   |                                                           |
|                                                           | Krzyż Waleczności Wojskowej z 3 brązowymi palmami (Francja)                                      | Krzyż Waleczności Wojskowej z trzema brązowymi palmami                                     |                                                           |
|                                                           | Krzyż Waleczności Wojskowej z 2 brązowymi palmami (Francja)                                      | Krzyż Waleczności Wojskowej z dwiema brązowymi palmami                                     |                                                           |
|                                                           | Krzyż Waleczności Wojskowej z brązową palmą (Francja)                                            | Krzyż Waleczności Wojskowej z jedną brązową palmą                                          |                                                           |
|                                                           | Krzyż Waleczności Wojskowej z 5 złotymi gwiazdami (Francja)                                      | Krzyż Waleczności Wojskowej z pięcioma złotymi gwiazdkami                                  |                                                           |
|                                                           | Krzyż Waleczności Wojskowej z 4 złotymi gwiazdami (Francja)                                      | Krzyż Waleczności Wojskowej z czterema złotymi gwiazdkami                                  |                                                           |
|                                                           | Krzyż Waleczności Wojskowej z 3 złotymi gwiazdami (Francja)                                      | Krzyż Waleczności Wojskowej z trzema złotymi gwiazdkami                                    |                                                           |
|                                                           | Krzyż Waleczności Wojskowej z 2 złotymi gwiazdami (Francja)                                      | Krzyż Waleczności Wojskowej z dwiema złotymi gwiazdkami                                    |                                                           |
|                                                           | Krzyż Waleczności Wojskowej ze złotą gwiazdą (Francja)                                           | Krzyż Waleczności Wojskowej z jedną złotą gwiazdką                                         |                                                           |
|                                                           | Krzyż Waleczności Wojskowej z 5 srebrnymi gwiazdami (Francja)                                    | Krzyż Waleczności Wojskowej z pięcioma srebrnymi gwiazdkami                                |                                                           |
|                                                           | Krzyż Waleczności Wojskowej z 4 srebrnymi gwiazdami (Francja)                                    | Krzyż Waleczności Wojskowej z czterema srebrnymi gwiazdkami                                |                                                           |
|                                                           | Krzyż Waleczności Wojskowej z 3 srebrnymi gwiazdami (Francja)                                    | Krzyż Waleczności Wojskowej z trzema srebrnymi gwiazdkami                                  |                                                           |
|                                                           | Krzyż Waleczności Wojskowej z 2 srebrnymi gwiazdami (Francja)                                    | Krzyż Waleczności Wojskowej z dwiema srebrnymi gwiazdkami                                  |                                                           |
|                                                           | Krzyż Waleczności Wojskowej ze srebrną gwiazdą (Francja)                                         | Krzyż Waleczności Wojskowej z jedną srebrną gwiazdką                                       |                                                           |
|                                                           | Krzyż Waleczności Wojskowej z 5 brązowymi gwiazdami (Francja)                                    | Krzyż Waleczności Wojskowej z pięcioma brązowymi gwiazdkami                                |                                                           |
|                                                           | Krzyż Waleczności Wojskowej z 4 brązowymi gwiazdami (Francja)                                    | Krzyż Waleczności Wojskowej z czterema brązowymi gwiazdkami                                |                                                           |
|                                                           | Krzyż Waleczności Wojskowej z 3 brązowymi gwiazdami (Francja)                                    | Krzyż Waleczności Wojskowej z trzema brązowymi gwiazdkami                                  |                                                           |
|                                                           | Krzyż Waleczności Wojskowej z 2 brązowymi gwiazdami (Francja)                                    | Krzyż Waleczności Wojskowej z dwiema brązowymi gwiazdkami                                  |                                                           |
|                                                           | Krzyż Waleczności Wojskowej z brązową gwiazdą (Francja)                                          | Krzyż Waleczności Wojskowej z jedną brązową gwiazdką                                       |                                                           |
|                                                           | Krzyż Waleczności Wojskowej (Francja)                                                            | Krzyż Waleczności Wojskowej                                                                |                                                           |
| 8.                                                        | Medal Żandarmerii Narodowej ze srebrną i 4 brązowymi palmami (Francja)                           | Krzyż Waleczności Wojskowej z jedną srebrną i czterema brązowymi palmami                   | 1949                                                      |
|                                                           | Medal Żandarmerii Narodowej ze srebrną i 3 brązowymi palmami (Francja)                           | Krzyż Waleczności Wojskowej z jedną srebrną i trzema brązowymi palmami                     |                                                           |
|                                                           | Medal Żandarmerii Narodowej ze srebrną i 2 brązowymi palmami (Francja)                           | Krzyż Waleczności Wojskowej z jedną srebrną i dwiema brązowymi palmami                     |                                                           |
|                                                           | Medal Żandarmerii Narodowej ze srebrną i brązową palmą (Francja)                                 | Krzyż Waleczności Wojskowej z jedną srebrną i jedną brązową palmą                          |                                                           |
|                                                           | Medal Żandarmerii Narodowej ze srebrną palmą (Francja)                                           | Krzyż Waleczności Wojskowej z jedną srebrną palmą                                          |                                                           |
|                                                           | Medal Żandarmerii Narodowej z 4 brązowymi palmami (Francja)                                      | Krzyż Waleczności Wojskowej z czterema brązowymi palmami                                   |                                                           |
|                                                           | Medal Żandarmerii Narodowej z 3 brązowymi palmami (Francja)                                      | Krzyż Waleczności Wojskowej z trzema brązowymi palmami                                     |                                                           |
|                                                           | Medal Żandarmerii Narodowej z 2 brązowymi palmami (Francja)                                      | Krzyż Waleczności Wojskowej z dwiema brązowymi palmami                                     |                                                           |
|                                                           | Medal Żandarmerii Narodowej z brązową palmą (Francja)                                            | Krzyż Waleczności Wojskowej z jedną brązową palmą                                          |                                                           |
|                                                           | Medal Żandarmerii Narodowej z 5 złotymi gwiazdami (Francja)                                      | Krzyż Waleczności Wojskowej z pięcioma złotymi gwiazdkami                                  |                                                           |
|                                                           | Medal Żandarmerii Narodowej z 4 złotymi gwiazdami (Francja)                                      | Krzyż Waleczności Wojskowej z czterema złotymi gwiazdkami                                  |                                                           |
|                                                           | Medal Żandarmerii Narodowej z 3 złotymi gwiazdami (Francja)                                      | Krzyż Waleczności Wojskowej z trzema złotymi gwiazdkami                                    |                                                           |
|                                                           | Medal Żandarmerii Narodowej z 2 złotymi gwiazdami (Francja)                                      | Krzyż Waleczności Wojskowej z dwiema złotymi gwiazdkami                                    |                                                           |
|                                                           | Medal Żandarmerii Narodowej ze złotą gwiazdą (Francja)                                           | Krzyż Waleczności Wojskowej z jedną złotą gwiazdką                                         |                                                           |
|                                                           | Medal Żandarmerii Narodowej z 5 srebrnymi gwiazdami (Francja)                                    | Krzyż Waleczności Wojskowej z pięcioma srebrnymi gwiazdkami                                |                                                           |
|                                                           | Medal Żandarmerii Narodowej z 4 srebrnymi gwiazdami (Francja)                                    | Krzyż Waleczności Wojskowej z czterema srebrnymi gwiazdkami                                |                                                           |
|                                                           | Medal Żandarmerii Narodowej z 3 srebrnymi gwiazdami (Francja)                                    | Krzyż Waleczności Wojskowej z trzema srebrnymi gwiazdkami                                  |                                                           |
|                                                           | Medal Żandarmerii Narodowej z 2 srebrnymi gwiazdami (Francja)                                    | Krzyż Waleczności Wojskowej z dwiema srebrnymi gwiazdkami                                  |                                                           |
|                                                           | Medal Żandarmerii Narodowej ze srebrną gwiazdą (Francja)                                         | Krzyż Waleczności Wojskowej z jedną srebrną gwiazdką                                       |                                                           |
|                                                           | Medal Żandarmerii Narodowej z 5 brązowymi gwiazdami (Francja)                                    | Krzyż Waleczności Wojskowej z pięcioma brązowymi gwiazdkami                                |                                                           |
|                                                           | Medal Żandarmerii Narodowej z 4 brązowymi gwiazdami (Francja)                                    | Krzyż Waleczności Wojskowej z czterema brązowymi gwiazdkami                                |                                                           |
|                                                           | Medal Żandarmerii Narodowej z 3 brązowymi gwiazdami (Francja)                                    | Krzyż Waleczności Wojskowej z trzema brązowymi gwiazdkami                                  |                                                           |
|                                                           | Medal Żandarmerii Narodowej z 2 brązowymi gwiazdami (Francja)                                    | Krzyż Waleczności Wojskowej z dwiema brązowymi gwiazdkami                                  |                                                           |
|                                                           | Medal Żandarmerii Narodowej z brązową gwiazdą (Francja)                                          | Krzyż Waleczności Wojskowej z jedną brązową gwiazdką                                       |                                                           |
|                                                           |                                                                                                  | Medal Żandarmerii Narodowej z dwoma granatami                                              |                                                           |
|                                                           |                                                                                                  | Medal Żandarmerii Narodowej z granatem                                                     |                                                           |
|                                                           | Medal Żandarmerii Narodowej (Francja)                                                            | Medal Żandarmerii Narodowej                                                                |                                                           |
| 9.                                                        |                                                                                                  | Medal Rannych na Wojnie (pięć ran)                                                         | 1916/2016                                                 |
|                                                           |                                                                                                  | Medal Rannych na Wojnie (cztery rany)                                                      |                                                           |
|                                                           |                                                                                                  | Medal Rannych na Wojnie (trzy rany)                                                        |                                                           |
|                                                           |                                                                                                  | Medal Rannych na Wojnie (dwie rany)                                                        |                                                           |
|                                                           |                                                                                                  | Medal Rannych na Wojnie (jedna rana)                                                       |                                                           |
| 10.                                                       |                                                                                                  | Medal Ruchu Oporu z rozetką                                                                | 1943                                                      |
|                                                           |                                                                                                  | Medal Ruchu Oporu                                                                          |                                                           |
| 11.                                                       |                                                                                                  | Order Palm Akademickich – Komandor                                                         | 1808/1955                                                 |
|                                                           |                                                                                                  | Order Palm Akademickich – Oficer                                                           |                                                           |
|                                                           |                                                                                                  | Order Palm Akademickich – Kawaler                                                          |                                                           |
| 12.                                                       |                                                                                                  | Order Zasługi Rolniczej – Komandor                                                         | 1883                                                      |
|                                                           |                                                                                                  | Order Zasługi Rolniczej – Oficer                                                           |                                                           |
|                                                           |                                                                                                  | Order Zasługi Rolniczej – Kawaler                                                          |                                                           |
| 13.                                                       |                                                                                                  | Order Zasługi Morskiej – Komandor                                                          | 1930                                                      |
|                                                           |                                                                                                  | Order Zasługi Morskiej – Oficer                                                            |                                                           |
|                                                           |                                                                                                  | Order Zasługi Morskiej – Kawaler                                                           |                                                           |
| 14.                                                       |                                                                                                  | Order Sztuki i Literatury – Komandor                                                       | 1957                                                      |
|                                                           |                                                                                                  | Order Sztuki i Literatury – Oficer                                                         |                                                           |
|                                                           |                                                                                                  | Order Sztuki i Literatury – Kawaler                                                        |                                                           |
| 15.                                                       |                                                                                                  | Medal Uciekinierów z Niewoli                                                               | 1926                                                      |
| 16.                                                       |                                                                                                  | Krzyż Kombatanta-Ochotnika 1939–1945                                                       | 1953                                                      |
|                                                           |                                                                                                  | Krzyż Kombatanta-Ochotnika Ruchu Oporu                                                     | 1954                                                      |
|                                                           |                                                                                                  | Krzyż Kombatanta-Ochotnika Indochin                                                        | 1981                                                      |
|                                                           |                                                                                                  | Krzyż Kombatanta-Ochotnika Korei                                                           | 1981                                                      |
|                                                           |                                                                                                  | Krzyż Kombatanta-Ochotnika Afryki Północnej                                                | 1988                                                      |
| 17.                                                       |                                                                                                  | Medal Lotniczy                                                                             | 1945                                                      |
| 18.                                                       |                                                                                                  | Krzyż Kombatanta                                                                           | 1930                                                      |
| 19.                                                       |                                                                                                  | Medal Wdzięczności Francuskiej – Złoty                                                     | 1917                                                      |
|                                                           |                                                                                                  | Medal Wdzięczności Francuskiej – Srebrny                                                   |                                                           |
|                                                           |                                                                                                  | Medal Wdzięczności Francuskiej – Brązowy                                                   |                                                           |
| 20.                                                       |                                                                                                  | Medal Zamorski (daw. Medal Kolonialny)                                                     | 1962                                                      |
| 21.                                                       |                                                                                                  | Medal Obrony Narodowej – Złoty z trzema pochwałami                                         | 1982                                                      |
|                                                           |                                                                                                  | Medal Obrony Narodowej – Złoty                                                             |                                                           |
|                                                           |                                                                                                  | Medal Obrony Narodowej – Srebrny                                                           |                                                           |
|                                                           |                                                                                                  | Medal Obrony Narodowej – Brązowy                                                           |                                                           |
| 22.                                                       |                                                                                                  | Medal Ochotniczej Służby Wojskowej – Złoty                                                 | 1975                                                      |
|                                                           |                                                                                                  | Medal Ochotniczej Służby Wojskowej – Srebrny                                               |                                                           |
|                                                           |                                                                                                  | Medal Ochotniczej Służby Wojskowej – Brązowy                                               |                                                           |
| 23.                                                       | różne                                                                                            | medale honorowe resortowe różnych departamentów ministerstw                                |                                                           |
| 24.                                                       |                                                                                                  | Medal Afryki Północnej (*)                                                                 | 1997                                                      |
|                                                           |                                                                                                  | Medal Wdzięczności Narodu (*)                                                              | 2002                                                      |
| 25.                                                       | różne                                                                                            | medale pamiątkowe i podobne                                                                |                                                           |

(*) odznaczenia równorzędne (zaleca się noszenie tylko jednego z nich w przypadku nadania za te same zasługi)
| Baretka                                                     | Nazwa                                                                               | Ustanowiono                                                 |
| Medale honorowe resortowe różnych departamentów ministerstw | Medale honorowe resortowe różnych departamentów ministerstw                         | Medale honorowe resortowe różnych departamentów ministerstw |
| ----------------------------------------------------------- | ----------------------------------------------------------------------------------- | ----------------------------------------------------------- |
|                                                             | Medal Honorowy za Czyny Odwagi i Poświęcenia – Złoty I Klasy                        | 1816                                                        |
|                                                             | Medal Honorowy za Czyny Odwagi i Poświęcenia – Złoty II Klasy                       | 1816                                                        |
|                                                             | Medal Honorowy za Czyny Odwagi i Poświęcenia – Srebrny II Klasy                     | 1816                                                        |
|                                                             | Medal Honorowy za Czyny Odwagi i Poświęcenia – Srebrny II Klasy                     | 1816                                                        |
|                                                             | Medal Honorowy za Czyny Odwagi i Poświęcenia – Brązowy                              | 1816                                                        |
|                                                             | Medal Honorowy za Czyny Odwagi i Poświęcenia (dla Marynarki Wojennej)               | 1816                                                        |
|                                                             | Medal za Ratowanie Ginących                                                         | 1820                                                        |
|                                                             | Medal Honorowy Pomocy Wzajemnej – Złoty                                             | 1852                                                        |
|                                                             | Medal Honorowy Pomocy Wzajemnej – Srebrny                                           | 1852                                                        |
|                                                             | Medal Honorowy Pomocy Wzajemnej – Brązowy                                           | 1852                                                        |
|                                                             | Medal Honorowy Administracji Więziennej – Złoty                                     | 1869                                                        |
|                                                             | Medal Honorowy Administracji Więziennej – Srebrny                                   | 1869                                                        |
|                                                             | Medal Honorowy Administracji Więziennej – Brązowy                                   | 1869                                                        |
|                                                             | Medal Honorowy Poczt i Telegrafów – Złoty                                           | 1882                                                        |
|                                                             | Medal Honorowy Poczt i Telegrafów – Srebrny                                         | 1882                                                        |
|                                                             | Medal Honorowy Poczt i Telegrafów – Brązowy                                         | 1882                                                        |
|                                                             | Medal Honorowy Wód i Lasów                                                          | 1883                                                        |
|                                                             | Medal Honorowy Epidemii                                                             | 1885                                                        |
|                                                             | Medal Honorowy Ministerstwa Handlu i Przemysłu                                      | 1886                                                        |
|                                                             | Medal Honorowy Nauczania Podstawowego                                               | 1886                                                        |
|                                                             | Medal Honorowy Nauczycielstwa                                                       | 1886                                                        |
|                                                             | Medal Honorowy Krajów pod Protektoratem Francuskim                                  | 1887                                                        |
|                                                             | Medal Prezydenta Republiki                                                          | 1887                                                        |
|                                                             | Medal Honorowy Pracy                                                                | 1888                                                        |
|                                                             | Medal Honorowy Personelu Cywilnego Ministerstwa Obrony                              | 1888                                                        |
|                                                             | Medal Honorowy Rolniczy – Złoty                                                     | 1890                                                        |
|                                                             | Medal Honorowy Rolniczy – Srebrny                                                   | 1890                                                        |
|                                                             | Medal Honorowy Rolniczy – Brązowy                                                   | 1890                                                        |
|                                                             | Medal Honorowy Opieki Publicznej – Złoty                                            | 1891                                                        |
|                                                             | Medal Honorowy Opieki Publicznej – Srebrny                                          | 1891                                                        |
|                                                             | Medal Honorowy Opieki Publicznej – Brązowy                                          | 1891                                                        |
|                                                             | Medal Honorowy Urzędów Celnych                                                      | 1894                                                        |
|                                                             | Medal Honorowy Marynarki Wojennej dla Personelu Niewojskowego                       | 1894                                                        |
|                                                             | Medal Honorowy Robotników Drogowych i Niższych Funkcjonariuszy                      | 1897                                                        |
|                                                             | Medal Honorowy Administracji Dróg Departamentalnych i Samorządowych                 | 1898                                                        |
|                                                             | Medal Honorowy Więziennictwa Kolonialnego                                           | 1898                                                        |
|                                                             | Medal Honorowy Wystawy Powszechnej                                                  | 1899                                                        |
|                                                             | Medal Honorowy Hal Targowych i Jarmarków Paryża                                     | 1900                                                        |
|                                                             | Medal Honorowy Straży Ogniowej za Nadzwyczajne Zasługi                              | 1900                                                        |
|                                                             | Medal Honorowy Straży Ogniowej                                                      | 1900                                                        |
|                                                             | Medal Honorowy Urzędów Celnych i Zarządu Indochin                                   | 1900                                                        |
|                                                             | Medal Honorowy Marynarzy Handlowych                                                 | 1901                                                        |
|                                                             | Medal Honorowy Marynarzy Handlowych i Rybołówstwa                                   | 1902                                                        |
|                                                             | Medal Honorowy Policji Miejskiej i Wiejskiej                                        | 1903                                                        |
|                                                             | Medal Honorowy Monopoli                                                             | 1903                                                        |
|                                                             | Medal Honorowy Ministerstwa Pracy i Opieki Socjalnej                                | 1913                                                        |
|                                                             | Medal Honorowy Kolei – Złoty                                                        | 1913                                                        |
|                                                             | Medal Honorowy Kolei – Srebrny                                                      | 1913                                                        |
|                                                             | Medal Honorowy Kolei – Brązowy                                                      | 1913                                                        |
|                                                             | Medal Rannych Cywilnych                                                             | 1918                                                        |
|                                                             | Medal Honorowy Rodziny Francuskiej – Złoty                                          | 1920                                                        |
|                                                             | Medal Honorowy Rodziny Francuskiej – Srebrny                                        | 1920                                                        |
|                                                             | Medal Honorowy Rodziny Francuskiej – Brązowy                                        | 1920                                                        |
|                                                             | Medal Honorowy Lotniczy – Złoty                                                     | 1921                                                        |
| w przygotow.                                                | Medal Honorowy Lotniczy – Pozłacany                                                 | 1921                                                        |
|                                                             | Medal Honorowy Lotniczy – Srebrny                                                   | 1921                                                        |
| w przygotow.                                                | Medal Honorowy Lotniczy – Brązowy                                                   | 1921                                                        |
|                                                             | Medal Honorowy Samorządowy – Złoty                                                  | 1921                                                        |
|                                                             | Medal Honorowy Samorządowy – Srebrny                                                | 1921                                                        |
|                                                             | Medal Honorowy Lotnictwa i Transportu Lotniczego                                    | 1921                                                        |
|                                                             | Medal Honorowy Kopalń Saary                                                         | 1921                                                        |
|                                                             | Medal Honorowy Opieki Społecznej – Złoty                                            | 1922                                                        |
|                                                             | Medal Honorowy Opieki Społecznej – Srebrny                                          | 1922                                                        |
|                                                             | Medal Honorowy Opieki Społecznej – Brązowy                                          | 1922                                                        |
|                                                             | Medal Honorowy Ubezpieczeń Społecznych – Złoty                                      | 1923                                                        |
|                                                             | Medal Honorowy Ubezpieczeń Społecznych – Srebrny                                    | 1923                                                        |
|                                                             | Medal Honorowy Ubezpieczeń Społecznych – Brązowy                                    | 1923                                                        |
|                                                             | Medal Najlepszego Pracownika Francji                                                | 1924                                                        |
|                                                             | Medal Honorowy Towarzystw Muzycznych i Chóralnych                                   | 1924                                                        |
|                                                             | Medal Honorowy Higieny – Złoty                                                      | 1924                                                        |
|                                                             | Medal Honorowy Higieny – Srebrny                                                    | 1924                                                        |
|                                                             | Medal Honorowy Higieny – Brązowy                                                    | 1924                                                        |
|                                                             | Medal Honorowy Wychowania Fizycznego                                                | 1929                                                        |
|                                                             | Medal Honorowy Wojskowej Służby Zdrowia – Złoty                                     | 1931                                                        |
|                                                             | Medal Honorowy Wojskowej Służby Zdrowia – Pozłacany                                 | 1931                                                        |
|                                                             | Medal Honorowy Wojskowej Służby Zdrowia – Srebrny                                   | 1931                                                        |
|                                                             | Medal Honorowy Wojskowej Służby Zdrowia – Brązowy (dla Sił Powietrznych)            | 1948                                                        |
|                                                             | Medal Honorowy Wojskowej Służby Zdrowia – Brązowy (dla Marynarki Wojennej)          | 1947                                                        |
|                                                             | Medal Honorowy Wojskowej Służby Zdrowia – Brązowy (dla Wojsk Lądowych)              | 1931                                                        |
| bez wstążki                                                 | Medal Honorowy Związków Zawodowych                                                  | 1933                                                        |
|                                                             | Medal Honorowy Policji Francuskiej                                                  | 1936                                                        |
|                                                             | Medal Honorowy Kolei Indochin Francuskich                                           | 1936                                                        |
| bez wstążki                                                 | Medal Honorowy Badań Naukowych                                                      | 1937                                                        |
|                                                             | Medal Honorowy Sił Publicznych Indii                                                | 1943                                                        |
|                                                             | Medal Honorowy Departamentalny i Samorządowy – Złoty                                | 1945                                                        |
|                                                             | Medal Honorowy Departamentalny i Samorządowy – Pozłacany                            | 1945                                                        |
|                                                             | Medal Honorowy Departamentalny i Samorządowy – Srebrny                              | 1945                                                        |
|                                                             | Medal Honorowy Nadzoru Edukacji                                                     | 1945                                                        |
|                                                             | Medal Honorowy Wychowania Fizycznego i Sportu                                       | 1946                                                        |
|                                                             | Medal Deportowanych za Udział w Ruchu Oporu                                         | 1948                                                        |
|                                                             | Medal Internowanych za Udział w Ruchu Oporu                                         | 1948                                                        |
|                                                             | Medal Deportowanych Politycznie                                                     | 1948                                                        |
|                                                             | Medal Internowanych Politycznie                                                     | 1948                                                        |
|                                                             | Medal Górniczy                                                                      | 1953                                                        |
|                                                             | Medal Honorowy Młodzieży i Sportu – Złoty                                           | 1956                                                        |
|                                                             | Medal Honorowy Młodzieży i Sportu – Srebrny                                         | 1956                                                        |
|                                                             | Medal Honorowy Młodzieży i Sportu – Brązowy                                         | 1956                                                        |
|                                                             | Medal Honorowy Transportu Drogowego                                                 | 1957                                                        |
|                                                             | Medal Honorowy dla Personelu Cywilnego Ministerstwa Obrony (dla Marynarki Wojennej) | 1976                                                        |
|                                                             | Medal Honorowy dla Personelu Cywilnego Ministerstwa Obrony (dla Sił Powietrznych)   | 1976                                                        |
|                                                             | Medal Honorowy dla Personelu Cywilnego Ministerstwa Obrony (dla Sił Lądowych)       | 1976                                                        |
|                                                             | Medal Honorowy Regionalny, Departamentalny i Samorządowy – Złoty                    | 1987                                                        |
|                                                             | Medal Honorowy Regionalny, Departamentalny i Samorządowy – Pozłacany                | 1987                                                        |
|                                                             | Medal Honorowy Regionalny, Departamentalny i Samorządowy – Srebrny                  | 1987                                                        |
|                                                             | Medal Turystyki – Złoty                                                             | 1989                                                        |
|                                                             | Medal Turystyki – Srebrny                                                           | 1989                                                        |
|                                                             | Medal Turystyki – Brązowy                                                           | 1989                                                        |
|                                                             | Medal Honorowy Ochrony Prawnej Młodzieży – Złoty                                    | 1990                                                        |
|                                                             | Medal Honorowy Ochrony Prawnej Młodzieży – Srebrny                                  | 1990                                                        |
|                                                             | Medal Honorowy Ochrony Prawnej Młodzieży – Brązowy                                  | 1990                                                        |
|                                                             | Medal Honorowy Policji Narodowej                                                    | 1996                                                        |
|                                                             | Medal Honorowy Prac Publicznych                                                     | 1998                                                        |
|                                                             | Medal Honorowy Rolniczy – Wielki Złoty                                              | 2000                                                        |
|                                                             | Medal Honorowy Rolniczy – Złoty                                                     | 2000                                                        |
|                                                             | Medal Honorowy Rolniczy – Pozłacany                                                 | 2000                                                        |
|                                                             | Medal Honorowy Rolniczy – Srebrny                                                   | 2000                                                        |
|                                                             | Medal Honorowy Spraw Zagranicznych                                                  | 2010                                                        |
|                                                             | Medal Honorowy Służby Prawniczej – Złoty                                            | 2011                                                        |
|                                                             | Medal Honorowy Służby Prawniczej – Srebrny                                          | 2011                                                        |
|                                                             | Medal Honorowy Służby Prawniczej – Brązowy                                          | 2011                                                        |
|                                                             | Medal Honorowy Służby Zdrowia i Spraw Społecznych – Złoty                           | 2012                                                        |
|                                                             | Medal Honorowy Służby Zdrowia i Spraw Społecznych – Srebrny                         | 2012                                                        |
|                                                             | Medal Honorowy Służby Zdrowia i Spraw Społecznych – Brązowy                         | 2012                                                        |
|                                                             | Medal Bezpieczeństwa Wewnętrznego – Złoty                                           | 2012                                                        |
|                                                             | Medal Bezpieczeństwa Wewnętrznego – Srebrny                                         | 2012                                                        |
|                                                             | Medal Bezpieczeństwa Wewnętrznego – Brązowy                                         | 2012                                                        |
|                                                             | Medal Honorowy Młodzieży, Sportu i Stowarzyszeń – Złoty                             | 2013                                                        |
|                                                             | Medal Honorowy Młodzieży, Sportu i Stowarzyszeń – Srebrny                           | 2013                                                        |
|                                                             | Medal Honorowy Młodzieży, Sportu i Stowarzyszeń – Brązowy                           | 2013                                                        |

| Baretka                                         | Nazwa                                                                             | Ustanowiono                                     |                                                 |
| Odznaczenia pamiątkowe według daty ustanowienia | Odznaczenia pamiątkowe według daty ustanowienia                                   | Odznaczenia pamiątkowe według daty ustanowienia | Odznaczenia pamiątkowe według daty ustanowienia |
| ----------------------------------------------- | --------------------------------------------------------------------------------- | ----------------------------------------------- | ----------------------------------------------- |
|                                                 | Medal Świętej Heleny                                                              | 1857                                            |                                                 |
|                                                 | Medal Pamiątkowy Włoch                                                            | 1859                                            |                                                 |
|                                                 | Medal Pamiątkowy Chin                                                             | 1861                                            |                                                 |
|                                                 | Medal Pamiątkowy Meksyku                                                          | 1863                                            |                                                 |
|                                                 | Medal Armii Wogezy                                                                | 1871                                            |                                                 |
|                                                 | Medal Pamiątkowy Tonkinu                                                          | 1885                                            |                                                 |
|                                                 | Medal Pamiątkowy Madagaskaru                                                      | 1886                                            |                                                 |
|                                                 | Medal Pamiątkowy Dahomeju                                                         | 1892                                            |                                                 |
|                                                 | Medal Pamiątkowy Madagaskaru                                                      | 1896                                            |                                                 |
|                                                 | Medal Pamiątkowy Maroka                                                           | 1909                                            |                                                 |
|                                                 | Medal Pamiątkowy Wojny 1870–1871                                                  | 1911                                            |                                                 |
|                                                 | Medal Zwycięstwa (!)                                                              | 1919/1922                                       |                                                 |
|                                                 | Medal Pamiątkowy Wielkiej Wojny                                                   | 1920                                            |                                                 |
|                                                 | Medal Pamiątkowy Górnego Śląska (!)                                               | 1921                                            |                                                 |
|                                                 | Medal Ofiar Inwazji                                                               | 1921                                            |                                                 |
|                                                 | Medal Wierności Francuskiej                                                       | 1922                                            |                                                 |
|                                                 | Medal Pamiątkowy Lewantu (Syria-Cylicja)                                          | 1922                                            |                                                 |
|                                                 | Medal Pamiątkowy Wschodu                                                          | 1926                                            |                                                 |
|                                                 | Medal Pamiątkowy Dardaneli                                                        | 1926                                            |                                                 |
|                                                 | Medal Więźniów Cywilnych, Deportowanych i Zakładników Wielkiej Wojny 1914–1918    | 1936                                            |                                                 |
|                                                 | Medal Pamiątkowy Ochotników Wolnej Francji (—)                                    | 1946                                            |                                                 |
|                                                 | Medal Pamiątkowy Wojny 1939–1945                                                  | 1946                                            |                                                 |
|                                                 | Medal Wyzwolenia Francji                                                          | 1947                                            |                                                 |
|                                                 | Medal Pamiątkowy Operacji ONZ w Korei                                             | 1952                                            |                                                 |
|                                                 | Medal Pamiątkowy Kampanii Włoskiej 1943–1944                                      | 1953                                            |                                                 |
|                                                 | Medal Pamiątkowy Kampanii Indochińskiej                                           | 1953                                            |                                                 |
|                                                 | Medal Oporu Patriotów w Okupowanego Departamentu Renu i Mozeli 1939–1945 (—)      | 1954                                            |                                                 |
|                                                 | Medal Pamiątkowy Operacji w Afryce Północnej                                      | 1956                                            |                                                 |
|                                                 | Medal Pamiątkowy Operacji na Bliskim Wschodzie                                    | 1957                                            |                                                 |
|                                                 | Medal Pamiątkowy Operacji Bezpieczeństwa i Utrzymywania Pokoju w Afryce Północnej | 1958                                            |                                                 |
|                                                 | Medal Niepokornych (—)                                                            | 1963                                            |                                                 |
|                                                 | Medal Pamiątkowy Francuski                                                        | 1995                                            |                                                 |
|                                                 | Medal Wojskowej Ochrony Terytorium                                                | 2015                                            |                                                 |

(—) medale poza oficjalną kolejnością (licząc od 1946)

(!) medale międzysojusznicze ententy poza oficjalną kolejnością
| Baretka                                                              | Nazwa                                                                                                  | Ustanowiono                                                      |
| Ordery i odznaczenia z czasów Królestwa i Cesarstwa Francuskiego     | Ordery i odznaczenia z czasów Królestwa i Cesarstwa Francuskiego                                       | Ordery i odznaczenia z czasów Królestwa i Cesarstwa Francuskiego |
| -------------------------------------------------------------------- | --- | ---------------------------------------------------------------- |
|                                                                      | Order św. Łazarza (Lazaryci)                                                                           | 1098                                                             |
|                                                                      | Order św. Michała                                                                                      | 1469                                                             |
|                                                                      | Order św. Ducha                                                                                        | 1578                                                             |
|                                                                      | Order św. Ludwika                                                                                      | 1693                                                             |
|                                                                      | Order Zasługi Wojskowej (lata 1759–1830)                                                               | 1759                                                             |
|                                                                      | Order Trzech Złotych Run                                                                               | 1809                                                             |
|                                                                      | Order Zjednoczenia                                                                                     | 1811                                                             |
|                                                                      | Odznaka Lilii                                                                                          | 1814                                                             |
|                                                                      | Odznaka Opaski z Bordeaux                                                                              | 1814                                                             |
|                                                                      | Odznaka Wierności                                                                                      | 1816                                                             |
|                                                                      | Krzyż Lipca                                                                                            | 1830                                                             |
| Zniesione ordery kolonialne                                          | |                                                                  |
|                                                                      | Order Błyszczący (lata 1887–1899)                                                                      | 1887                                                             |
|                                                                      | Order Błyszczący – Krzyż Wielki                                                                        | 1899                                                             |
|                                                                      | Order Błyszczący – Wielki Oficer                                                                       |                                                                  |
|                                                                      | Order Błyszczący – Komandor                                                                            |                                                                  |
|                                                                      | Order Błyszczący – Oficer                                                                              |                                                                  |
|                                                                      | Order Błyszczący – Kawaler                                                                             |                                                                  |
|                                                                      | Order Gwiazdy Anjouan – Krzyż Wielki                                                                   | 1874                                                             |
|                                                                      | Order Gwiazdy Anjouan – Wielki Oficer                                                                  |                                                                  |
|                                                                      | Order Gwiazdy Anjouan – Komandor                                                                       |                                                                  |
|                                                                      | Order Gwiazdy Anjouan – Oficer                                                                         |                                                                  |
|                                                                      | Order Gwiazdy Anjouan – Kawaler                                                                        |                                                                  |
|                                                                      | Order Gwiazdy Czarnej – Krzyż Wielki                                                                   | 1896                                                             |
|                                                                      | Order Gwiazdy Czarnej – Wielki Oficer                                                                  |                                                                  |
|                                                                      | Order Gwiazdy Czarnej – Komandor                                                                       |                                                                  |
|                                                                      | Order Gwiazdy Czarnej – Oficer                                                                         |                                                                  |
|                                                                      | Order Gwiazdy Czarnej – Kawaler                                                                        |                                                                  |
|                                                                      | Order Kambodży – Krzyż Wielki                                                                          | 1864                                                             |
|                                                                      | Order Kambodży – Wielki Oficer                                                                         |                                                                  |
|                                                                      | Order Kambodży – Komandor                                                                              |                                                                  |
|                                                                      | Order Kambodży – Oficer                                                                                |                                                                  |
|                                                                      | Order Kambodży – Kawaler                                                                               |                                                                  |
|                                                                      | Order Sławy – Krzyż Wielki                                                                             | 1835                                                             |
|                                                                      | Order Sławy – Wielki Oficer                                                                            |                                                                  |
|                                                                      | Order Sławy – Komandor                                                                                 |                                                                  |
|                                                                      | Order Sławy – Oficer                                                                                   |                                                                  |
|                                                                      | Order Sławy – Kawaler                                                                                  |                                                                  |
|                                                                      | Order Smoka Annamu – Krzyż Wielki                                                                      | 1886                                                             |
|                                                                      | Order Smoka Annamu – Wielki Oficer                                                                     |                                                                  |
|                                                                      | Order Smoka Annamu – Komandor                                                                          |                                                                  |
|                                                                      | Order Smoka Annamu – Oficer                                                                            |                                                                  |
|                                                                      | Order Smoka Annamu – Kawaler                                                                           |                                                                  |
| Zniesione ordery kolonii i terytoriów zależnych                      | |                                                                  |
|                                                                      | Order Zasługi Indochin                                                                                 | 1900                                                             |
|                                                                      | Order Zasługi Kamerunu (Autochtonicznej)                                                               | 1924/1946                                                        |
|                                                                      | Order Zasługi Madagaskaru (Malgaskiej)                                                                 | 1901                                                             |
| Zniesione ordery specjalistyczne                                     | |                                                                  |
|                                                                      | Order Gospodarki Narodowej – Komandor                                                                  | 1954                                                             |
|                                                                      | Order Gospodarki Narodowej – Oficer                                                                    |                                                                  |
|                                                                      | Order Gospodarki Narodowej – Kawaler                                                                   |                                                                  |
|                                                                      | Order Zasługi Cywilnej – Komandor                                                                      | 1957                                                             |
|                                                                      | Order Zasługi Cywilnej – Oficer                                                                        |                                                                  |
|                                                                      | Order Zasługi Cywilnej – Kawaler                                                                       |                                                                  |
|                                                                      | Order Zasługi Handlowej i Przemysłowej – Komandor                                                      | 1939                                                             |
|                                                                      | Order Zasługi Handlowej i Przemysłowej – Oficer                                                        |                                                                  |
|                                                                      | Order Zasługi Handlowej i Przemysłowej – Kawaler                                                       |                                                                  |
|                                                                      | Order Zasługi Kombatanckiej – Komandor                                                                 | 1953                                                             |
|                                                                      | Order Zasługi Kombatanckiej – Oficer                                                                   |                                                                  |
|                                                                      | Order Zasługi Kombatanckiej – Kawaler                                                                  |                                                                  |
|                                                                      | Order Zasługi Pocztowej – Komandor                                                                     | 1953                                                             |
|                                                                      | Order Zasługi Pocztowej – Oficer                                                                       |                                                                  |
|                                                                      | Order Zasługi Pocztowej – Kawaler                                                                      |                                                                  |
|                                                                      | Order Zasługi Rzemieślniczej – Komandor                                                                | 1948                                                             |
|                                                                      | Order Zasługi Rzemieślniczej – Oficer                                                                  |                                                                  |
|                                                                      | Order Zasługi Rzemieślniczej – Kawaler                                                                 |                                                                  |
|                                                                      | Order Zasługi Saharyjskiej – Komandor                                                                  | 1958                                                             |
|                                                                      | Order Zasługi Saharyjskiej – Oficer                                                                    |                                                                  |
|                                                                      | Order Zasługi Saharyjskiej – Kawaler                                                                   |                                                                  |
|                                                                      | Order Zasługi Społecznej – Komandor                                                                    | 1936                                                             |
|                                                                      | Order Zasługi Społecznej – Oficer                                                                      |                                                                  |
|                                                                      | Order Zasługi Społecznej – Kawaler                                                                     |                                                                  |
|                                                                      | Order Zasługi Sportowej – Komandor                                                                     | 1956                                                             |
|                                                                      | Order Zasługi Sportowej – Oficer                                                                       |                                                                  |
|                                                                      | Order Zasługi Sportowej – Kawaler                                                                      |                                                                  |
|                                                                      | Order Zasługi Turystycznej – Komandor                                                                  | 1949                                                             |
|                                                                      | Order Zasługi Turystycznej – Oficer                                                                    |                                                                  |
|                                                                      | Order Zasługi Turystycznej – Kawaler                                                                   |                                                                  |
|                                                                      | Order Zasługi w Pracy – Komandor                                                                       | 1957                                                             |
|                                                                      | Order Zasługi w Pracy – Oficer                                                                         |                                                                  |
|                                                                      | Order Zasługi w Pracy – Kawaler                                                                        |                                                                  |
|                                                                      | Order Zdrowia Publicznego – Komandor                                                                   | 1938                                                             |
|                                                                      | Order Zdrowia Publicznego – Oficer                                                                     |                                                                  |
|                                                                      | Order Zdrowia Publicznego – Kawaler                                                                    |                                                                  |
|                                                                      | Order Zasługi Wojskowej – Komandor                                                                     | 1957                                                             |
|                                                                      | Order Zasługi Wojskowej – Oficer                                                                       |                                                                  |
|                                                                      | Order Zasługi Wojskowej – Kawaler                                                                      |                                                                  |
| Ordery o specjalnym statusie (z franc. terytoriów zamorskich)        | |                                                                  |
|                                                                      | Order Tahiti Nui – Krzyż Wielki                                                                        | 1996                                                             |
|                                                                      | Order Tahiti Nui – Komandor                                                                            |                                                                  |
|                                                                      | Order Tahiti Nui – Oficer                                                                              |                                                                  |
|                                                                      | Order Tahiti Nui – Kawaler                                                                             |                                                                  |
| Wygasłe odznaczenia wojskowe (za I wojnę światową)                   | |                                                                  |
|                                                                      | Krzyż Kombatanta-Ochotnika 1914–1918                                                                   | 1935                                                             |
| Krzyż Wojenny 1914–1918 ze srebrną i 4 brązowymi palmami (Francja)   | Krzyż Wojenny 1914-1918 z jedną srebrną i czterema brązowymi palmami                                   | 1915                                                             |
|                                                                      | oznaczenia wyróżnień na wstążce i baretce (tj. palmy i gwiazdki) jak w Krzyżu Wojennym 1939-1945 i TOE |                                                                  |
| Krzyż Wojenny 1914–1918 (Francja)                                    | Krzyż Wojenny 1914-1918                                                                                | 1915                                                             |
| Zniesione ordery i odznaczenia z okresu Państwa Francuskiego (Vichy) | |                                                                  |
| bez wstążki                                                          | Order Franciski                                                                                        | 1941                                                             |
|                                                                      | Order Narodowy Pracy                                                                                   | 1942                                                             |
|                                                                      | Krzyż Wojenny Vichy                                                                                    | 1941                                                             |
|                                                                      | Krzyż Wojenny LVF (Legionu Ochotników Francuskich)                                                     | 1942                                                             |
|                                                                      | Krzyż Kombatanta Vichy                                                                                 | 1941                                                             |
|                                                                      | Medal Zasługi Francuskiej Afryki Północnej                                                             | 1941                                                             |
|                                                                      | Medal Pamiątkowy Lewantu (Syria-Cylicja)                                                               | 1941                                                             |

| Baretka                                            | Nazwa                                           | Ustanowiono                                     |
| Dawne odznaczenia miejskie o niejasnym statusie    | Dawne odznaczenia miejskie o niejasnym statusie | Dawne odznaczenia miejskie o niejasnym statusie |
| -------------------------------------------------- | ----------------------------------------------- | ----------------------------------------------- |
|                                                    | Złoty Medal Samorządowy Gwardii Francuskiej     | 1789                                            |
|                                                    | Medal Lipca                                     | 1831                                            |
|                                                    | Medal Oblężenia Antwerpii                       | 1832                                            |
|                                                    | Medal Rannych 1848                              | 1848                                            |
| Nieoficjalne odznaczenia o charakterze pamiątkowym |                                                 |                                                 |
|                                                    | Medal Pamiątkowy Bitwy pod Verdun               | 1916                                            |
|                                                    | Medal Pamiątkowy Bitwy o Saint-Mihiel           | 1936                                            |
|                                                    | Medal Pamiątkowy Bitwy nad Marną                | 1937                                            |
|                                                    | Medal Pamiątkowy Bitwy nad Sommą                | 1956                                            |
|                                                    | Medal Pamiątkowy Dunkierki 1940                 | 1960                                            |
| Odznaczenia nieoficjalne (prywatne)                |                                                 |                                                 |
|                                                    | Order Plejad                                    | 1976                                            |
|                                                    | Oeuvre humanitaire                              |                                                 |
|                                                    | Mérite Philantropique                           |                                                 |